# 구 영원한 도움의 성모수녀회 춘천수련소
구 영원한 도움의 성모수녀회 춘천수련소는 강원특별자치도 춘천시에 있는, 1959년 신축되고, 1962년에 증축된 건축물이다.

## 문화재 등록 예고
2018년 12월 10일 문화재청은 문화재보호법시행규칙 제34조 제4항에 따라 다음과 같이 문화재 등록을 예고하였다.
- 명칭 : 구 영원한 도움의 성모수녀회 춘천수련소
- 수량 : 2동
- 건립(제작)연대 : 1956년(신축), 1962년(증축)
- 소유자 : 재단법인 춘천교구 천주교회
- 소재지 : 강원특별자치도 춘천시 청운길 41
- 등록 예고 사유

강원특별자치도 지역 선교를 담당할 수녀 양성을 위한 시설로 1959년 신축 이후 1962년 증축되는 과정에서 시기를 달리하는 2동의 건물을 유기적으로 연결시켜 하나의 공간으로 만들어 낸 건축수법 등이 특징적이라 할 수 있으며, 또한 강원특별자치도 지역 선교활동 중심지라는 장소성 측면에서도 의미하는 바가 크다고 할 수 있다.